# Wolfblood
A Wolfblood 2012 és 2017 között futott német–brit drámasorozat, amelyet Debbie Moon alkotott. A főbb szerepekben Aimee Kelly, Bobby Lockwood, Kedar Williams-Stirling, Louisa Connolly-Burnham, Leona Vaughan, Louis Payne, Gabrielle Green, Jack Brett Anderson, Sydney Wade, Michelle Gayle és Rukku Nahar látható.
Az Egyesült Királyságban a CBBC mutatta be  2012. szeptember 10-én, Magyarországon a Disney Channel mutatott be 2013. szeptember 14-én.

## Történet
Maddy egy fiatal átlagosnak tűnő középiskolás lány, de a felszín alatt sok titok rejlik... Az iskolába új tanuló érkezik: Rhydian Morris egy árva fiú nevelőszülőkkel. A későbbiekben Maddy és Rhydian egymásra találnak, mert van egy közös „tulajdonságuk”: farkasvérűek.
Ebből sok kaland és rejtély következik, együtt ismerik meg a farkasvérűek titkait, majd egy-két nem várt személy is színre lép. Az 1. évad végén Rhydian csatlakozik egy vad farkasvérű csapathoz és elhagyja otthonát, ám 2. évad elején visszatér, majd feltűnik egy vad lány, Jana is.
Addig fajulnak a dolgok hogy a 2. évad végére Maddynek és családjának végleg el kell menekülnie, mert felfedezték titokban tartott adottságukat.

## Szereplők

### Főszereplők
| Szereplő         | Színész                 | Évad | Magyar hang       |
| ---------------- | ----------------------- | ---- | ----------------- |
| Maddy Smith      | Aimee Kelly             | 1–2  | Pekár Adrienn     |
| Rhydian Morris   | Bobby Lockwood          | 1–3  | Fehér Tibor       |
| Tom Okinawe      | Kedar Williams-Stirling | 1–3  | Fehér Balázs Benő |
| Shannon Kelly    | Louisa Connolly-Burnham | 1–3  | Gáspár Kata       |
| Katrina McKenzie | Gabrielle Green         | 1–5  | Köves Dóra        |
| Jana             | Leona Kate Vaughan      | 2–5  | Andrusko Marcella |
| TJ Cipriani      | Louis Payne             | 4–5  |                   |
| Matei Covaci     | Jack Brett Anderson     | 4–5  |                   |
| Emilia Covaci    | Sydney Wade             | 4–5  |                   |
| Imara Cipriani   | Michelle Gayle          | 4–5  |                   |
| Selina Khan      | Rukku Nahar             | 4–5  |                   |

### Mellékszereplők
| Szereplő             | Színész                                        | Évad | Magyar hang                                    |
| -------------------- | ---------------------------------------------- | ---- | ---------------------------------------------- |
| Emma Smith           | Angela Lonsdale                                | 1–2  | Zakariás Éva                                   |
| Daniel Smith         | Marcus Garvey                                  | 1–2  | Anger Zsolt                                    |
| Jimi Chen            | Jonathan Raggett                               | 1–3  | Aradi Balázs (1. évad) Jéger Zsombor (2. évad) |
| Liam Hunter          | Niek Versteeg                                  | 1–3  | Nikas Dániel                                   |
| Sam                  | Nahom Kassa                                    | 1–3  | Nagy Dániel Viktor                             |
| Miss Fitzgerald      | Ursula Holden-Gill                             | 1–3  | Kalocsai Zsuzsa                                |
| Ceri                 | Siwan Morris                                   | 1–3  | Kisfalvi Krisztina                             |
| Harry Averwood       | Dean Bone                                      | 2–3  |                                                |
| Dacia Turner         | Mandeep Dhillon                                | 3    |                                                |
| Alex Kincaid         | Shaun Dooley                                   | 3    |                                                |
| Mr. Jeffries         | Mark Fleischmann                               | 1–5  | Schnell Ádám                                   |
| Kara Waterman        | Rachel Teate                                   | 1–4  | Tóth Eszter                                    |
| Kay Lawrence         | Shorelle Hepkin                                | 1–4  | Tarr Judit                                     |
| Alric                | Alun Raglan                                    | 2–4  | Szakács Tibor                                  |
| Meinir               | Lisa Marged                                    | 2–4  |                                                |
| Aran                 | Cerith Flinn                                   | 2–5  |                                                |
| Rebecca Whitewood    | Effie Woods (2. évad) Letty Butler (3-5. évad) | 2–5  |                                                |
| Jacqueline Boatswain | Victoria Sweeney                               | 3–4  |                                                |
| Carrie               | Chloe Hesar                                    | 4    |                                                |

## Epizódok
| Évad | Évad | Epizódok | Eredeti sugárzás     | Eredeti sugárzás  | Magyar sugárzás      | Magyar sugárzás    |
| Évad | Évad | Epizódok | Évadpremier          | Évadfinálé        | Évadpremier          | Évadfinálé         |
| ---- | ---- | -------- | -------------------- | ----------------- | -------------------- | ------------------ |
|      | 1    | 13       | 2012. szeptember 10. | 2012. október 21. | 2013. szeptember 14. | 2014. február 2.   |
|      | 2    | 13       | 2013. szeptember 9.  | 2013. október 21. | 2014. szeptember 21. | 2014. december 14. |
|      | 3    | 13       | 2014. szeptember 15. | 2014. október 27. | TBA                  | TBA                |
|      | 4    | 12       | 2016. március 8.     | 2016. április 13. | TBA                  | TBA                |
|      | 5    | 10       | 2017. február 27.    | 2017. május 1.    | TBA                  | TBA                |